# 小遂莉蛛
小遂莉蛛（学名：Linus fimbriatus）为跳蛛科莉蛛属的动物。在中国分布于香港等地。